# Copa Bimbo
La Copa Bimbo fue un torneo de verano de fútbol de carácter amistoso patrocinado por Bimbo Uruguay que se disputó en el Estadio Centenario de Montevideo, Uruguay desde 2009 hasta 2013. Participaron en cada edición cuatro equipos, Peñarol y Nacional que disputan el clásico del fútbol uruguayo; y dos clubes invitados que han sido tanto del fútbol uruguayo como otros destacados de origen sudamericano. A partir del año 2013, es reemplazada por la Copa Bandes.

## Sistema de competición
El sistema de competición es el de eliminatorias directas a un partido, que se juegan en dos fechas:
- En la primera se juegan dos semifinales (el clásico y los dos invitados)
- En la segunda también se juegan dos partidos (el partido por el tercer puesto entre los dos perdedores de la fase previa y la final entre los ganadores)

## Campeonatos
| Año           | Campeón                    | Resultado                  | Finalista                  | Tercer lugar                | Resultado                   | Cuarto lugar                |
| ------------- | -------------------------- | -------------------------- | -------------------------- | --------------------------- | --------------------------- | --------------------------- |
| 2009 Detalles | Cruzeiro · Brasil          | 4:1                        | Nacional · Uruguay         | Atlético Mineiro · Brasil   | 4:1                         | Peñarol · Uruguay           |
| 2010 Detalles | Nacional · Uruguay         | 1:1 (3-1 pen.)             | Danubio · Uruguay          | Nacional Paraguay           | 2:2 (3-1 pen.)              | Peñarol · Uruguay           |
| 2011 Detalles | Nacional · Uruguay         | 2:2 (5-3 pen.)             | Libertad Paraguay          | Peñarol · Uruguay           | 2:2 (4-2 pen.)              | Vélez Sarsfield Argentina   |
| 2012 Detalles | Peñarol · Uruguay          | 4:2                        | Palestino · Chile          | Nacional · Uruguay          | 2:1                         | U. San Martín · Perú        |
| 2013 Detalles | Peñarol y Atlético Tucumán | Peñarol y Atlético Tucumán | Peñarol y Atlético Tucumán | Nacional y Atlético Rafaela | Nacional y Atlético Rafaela | Nacional y Atlético Rafaela |

## Títulos por equipo
| Equipo                    | Campeón         | Subcampeón | Tercero        | Cuarto         |
| ------------------------- | --------------- | ---------- | -------------- | -------------- |
| Nacional                  | 2 (2010, 2011)  | 1 (2009)   | 2 (2012, 2013) | -              |
| Peñarol                   | 2 (2012, 2013*) | -          | 1 (2011)       | 2 (2009, 2010) |
| Cruzeiro                  | 1 (2009)        | -          | -              | -              |
| Atlético Tucumán          | 1 (2013*)       | -          | -              | -              |
| Danubio                   | -               | 1 (2010)   | -              | -              |
| Libertad                  | -               | 1 (2011)   | -              | -              |
| Palestino                 | -               | 1 (2012)   | -              | -              |
| Atlético Mineiro          | -               | -          | 1 (2009)       | -              |
| Nacional                  | -               | -          | 1 (2010)       | -              |
| Atlético Rafaela          | -               | -          | 1 (2013)       | -              |
| Vélez Sarsfield           | -               | -          | -              | 1 (2011)       |
| Universidad de San Martín | -               | -          | -              | 1 (2012)       |

- Nota: No se disputó la final del torneo debido a incidentes en el clásico entre Peñarol y Nacional, por lo que compartieron el título.